# Lago Uluabat
El lago Uluabat (en turco: Uluabat Gölü, también llamado Ulubat Gölü o Apolyont Gölü), es el nombre de un lago de agua dulce en las cercanías de la ciudad de Bursa, Turquía. Es un lago grande, con una extensión que varía entre los 135 y los 160 km², dependiendo del nivel del agua, pero es poco profundo, de sólo 3 metros en su parte más honda. El lago tiene ocho islas, y otra que a veces es una isla y otras una península. La isla más grande se conoce como la isla Halilbey. En el suroeste el lago es alimentado por el río Mustafakemalpaşa, que ha formado un delta cenagoso. El agua abandona el lago a través del arroyo Ulubat, fluyendo hacia el oeste, y alcanza el mar de Mármara a través del arroyo Susurluk. La principal localidad a orillas del lago se llama Gölyazı.
La mayor parte de las orillas del lago están cubiertas por plantas sumergidas, y tiene los más amplios lechos de nenúfares blancos en Turquía. El lago Ulubat es una de las zonas de cría de la especie en peligro de extinción, el cormorán pigmeo o Phalacrocorax pygmeus. La última investigación de la DHKD (Sociedad para la protección de la naturaleza en Turquía) (junio de 1998) encontró 823 parejas de cormoranes pigmeos, 105 parejas de garzas nocturnas, 109 parejas de garcillas cangrejeras, y 48 parejas de espátulas que estaban criando en Ulubat.
El nombre alternativo, Apolyont viene de Apolonia, que es el nombre de una antigua ciudad griega (Apollonia ad Rhyndacum) que en el pasado estaba situado en sus orillas, que tuvo considerable importancia puesto que estaba en las principales rutas comerciales. Las modernas áreas residenciales de sus orillas son Mustafakemalpaşa (anteriormente llamada Kirmasti) y Karacabey. La zona fue famosa durante siglos debido al cultivo del gusano de seda, pero esta industria ha desaparecido, debido a los tejidos sintéticos. La principal industria actual es la pesca.